# Форли
Форлѝ (на италиански: Forlì) е град и община в източната част на Северна Италия.

## География
Град Форли е административен център на провинция Форли-Чезена в област (регион) Емилия-Романя. Населението му е 117 471 жители към 2 януари 2010 г.

## История
Първите сведения за града датират от 188 г. пр.н.е.

## Икономика
Форлѝ е процъфтяващ селскостопански и индустриален център, като производството се концентрира предимно върху коприна, дрехи, машини, метали и домакински уреди.

## Архитектурни забележителности
- Площад „Аурелио Сафи“
- Площад на Свободата

## Спорт
Представителният футболен отбор на града се казва ФК Форли.

## Личности
Родени
- Аличе (р. 1954), италианска поппевица
- Джулиета Симионато (1910 – 2010), италианска певица

## Побратимени градове
- Авейро, Португалия от 1990 г.
- Бурж, Франция
- Електренай, Литва
- Питърбъроу, Англия
- Плоцк, Полша
- Солнок, Унгария
- Чичестър, Англия
- Шьовде, Швеция
- Троян, България